# Concert du nouvel an 1982 à Vienne
Le concert du nouvel an 1982 de l'orchestre philharmonique de Vienne, qui a lieu le 1er janvier 1982, est le 42e concert du nouvel an donné au Musikverein, à Vienne, en Autriche. Il est dirigé pour la troisième fois consécutive par le chef d'orchestre américain Lorin Maazel.
Johann Strauss II y est toujours le compositeur principal, mais ses frères Josef et Eduard (de retour au programme après trois ans) sont représentés, respectivement avec quatre et une pièces, et leur père Johann présente une seconde œuvre en plus de sa célèbre Marche de Radetzky qui clôt le concert. Joseph Lanner est également de nouveau entendu depuis quatre ans, et c'est la première fois qu'une œuvre du compositeur allemand Otto Nicolai est interprétée lors d'un concert du nouvel an au Musikverein. A noter que deux polkas sont accompagnées par le Chœur de garçons de Vienne.
Quatre pièces sur les seize au total sont jouées par la première fois au concert du nouvel an.

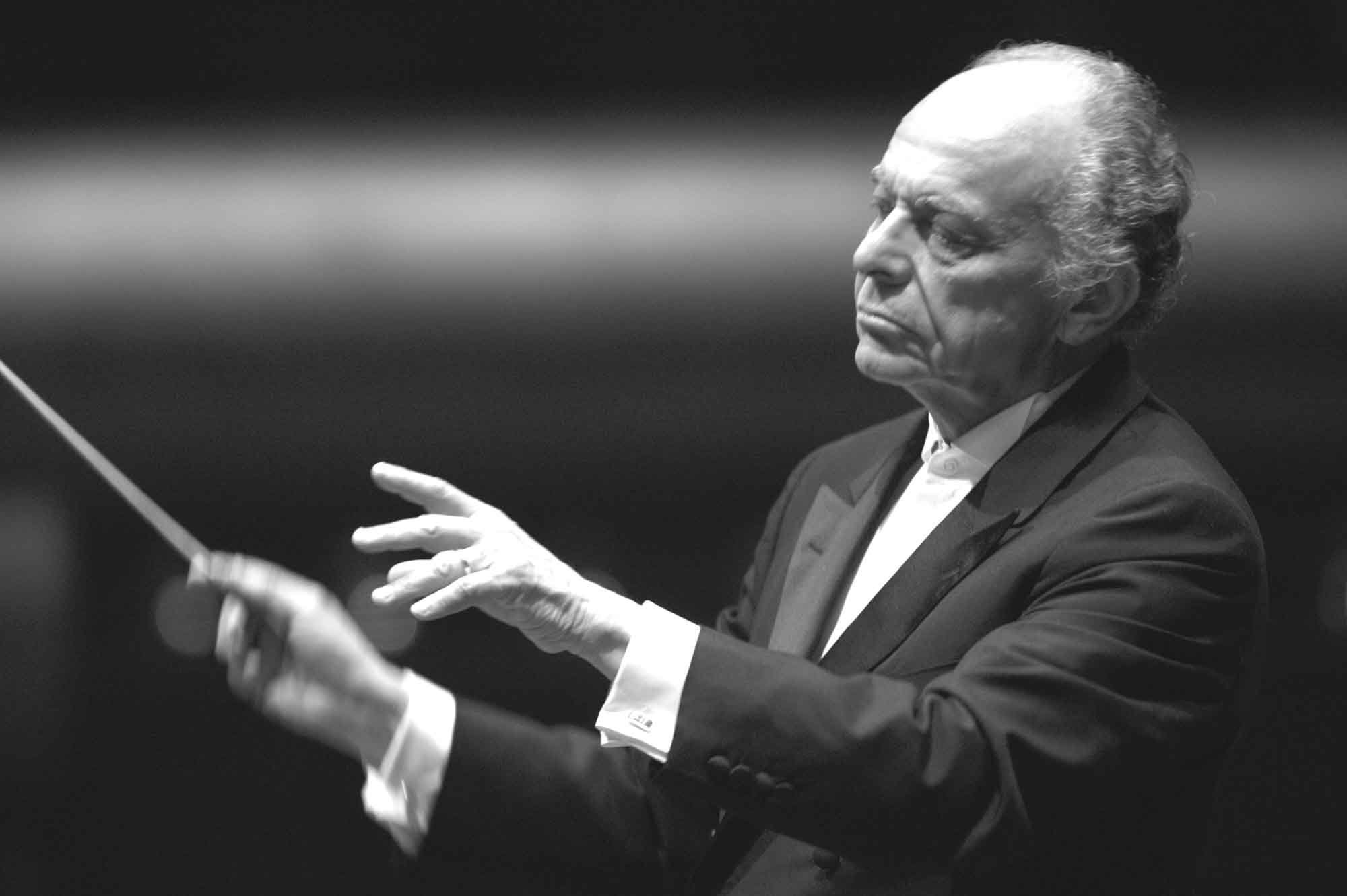
Lorin Maazel (en 2003)

## Programme
Les pièces suivies d'un astérisque (*) sont jouées pour la première fois.

### Première partie
1. Joseph Lanner : Hofballtänze, valse, op. 161
2. Josef Strauss : Die tanzende Muse, polka-mazurka, op. 266*
3. Eduard Strauss : Mit Extrapost, polka rapide, op. 259
4. Johann Strauss II : Seid umschlungen Millionen, valse, op. 443
5. Johann Strauss II : Electrofor-Polka, polka rapide, op. 297*

### Deuxième partie
1. Otto Nicolai : ouverture de l'opéra-comique Les Joyeuses Commères de Windsor*
2. Josef Strauss : Die Emancipirte, polka-mazurka, op. 282
3. Josef Strauss : Delirien-Walzer, valse, op. 212
4. Johann Strauss II : Bitte schön, polka française, op. 372, version pour chorale, arrangement de Helmuth Froschauer (de), avec le Chœur de garçons de Vienne.
5. Josef Strauss : Feuerfest, polka française, op. 269, version pour chorale, arrangement de Helmut Froschauer, avec le Chœur de garçons de Vienne
6. Johann Strauss II : Kaiserwalzer, valse, op. 437
7. Johann Strauss : Cachucha-Galopp, galop, op. 97, arrangement de Max Schönherr*
8. Johann Strauss II : Vergnügungszug, polka rapide, op. 281

### Rappels
1. Johann Strauss II : Unter Donner und Blitz, polka rapide, op. 324
2. Johann Strauss II : Le Beau Danube bleu, valse, op. 314
3. Johann Strauss : Marche de Radetzky, marche, op. 228